# Infest
Infest este cel de-al doilea album de studio și debutul major-label al formației rock americane Papa Roach, vândut în mii de exemplare prin toată lumea, fiind comparat cu alte albume, precum Hybrid Theory, lansat de formația Linkin Park în același an, în 2000. A fost lansat la 25 aprilie 2000, prin DreamWorks Records⁠(d), și a devenit al 20-lea cel mai bine vândut album din anul 2000 în Statele Unite. Stilul albumului este centrat pe nu metal și rap metal. Multe dintre melodiile albumului conțin influențe din genurile rap și hip hop. A fost certificat de 3 ori cu platină în SUA la 18 iulie 2001 și a ajuns pe locul 5 în topul Billboard 200. Acest album i-a adus trupei o nominalizare la Premiile Grammy pentru Cel mai bun artist nou. Este cel mai bine vândut album al formației până în prezent. Pentru a comemora cea de-a 20-a aniversare a albumului, Papa Roach s-a reunit și a cântat albumul live în întregime în studio pentru a fi difuzat în întreaga lume la 20 iunie 2020. Întreaga performanță a fost lansată pe YouTube pe data de 15 septembrie 2020.